# Fehmarn
Fehmarn is het op twee na grootste Duitse eiland in de Oostzee, behorend tot de deelstaat Sleeswijk-Holstein en de Kreis Oost-Holstein. Het eiland meet 185 km², heeft ongeveer 12.800 inwoners en vormt in zijn geheel sinds 2003 de gelijknamige gemeente, die tevens over stadsrechten beschikt. Het eiland wordt van het vasteland gescheiden door de Fehmarnsund (1300 meter) en van het Deense eiland Lolland door de Fehmarnbelt (18 kilometer).
Fehmarn is tamelijk vlak; de hoogste punten liggen niet meer dan circa 27 meter boven de zeespiegel.

## Plaatsen op het eiland

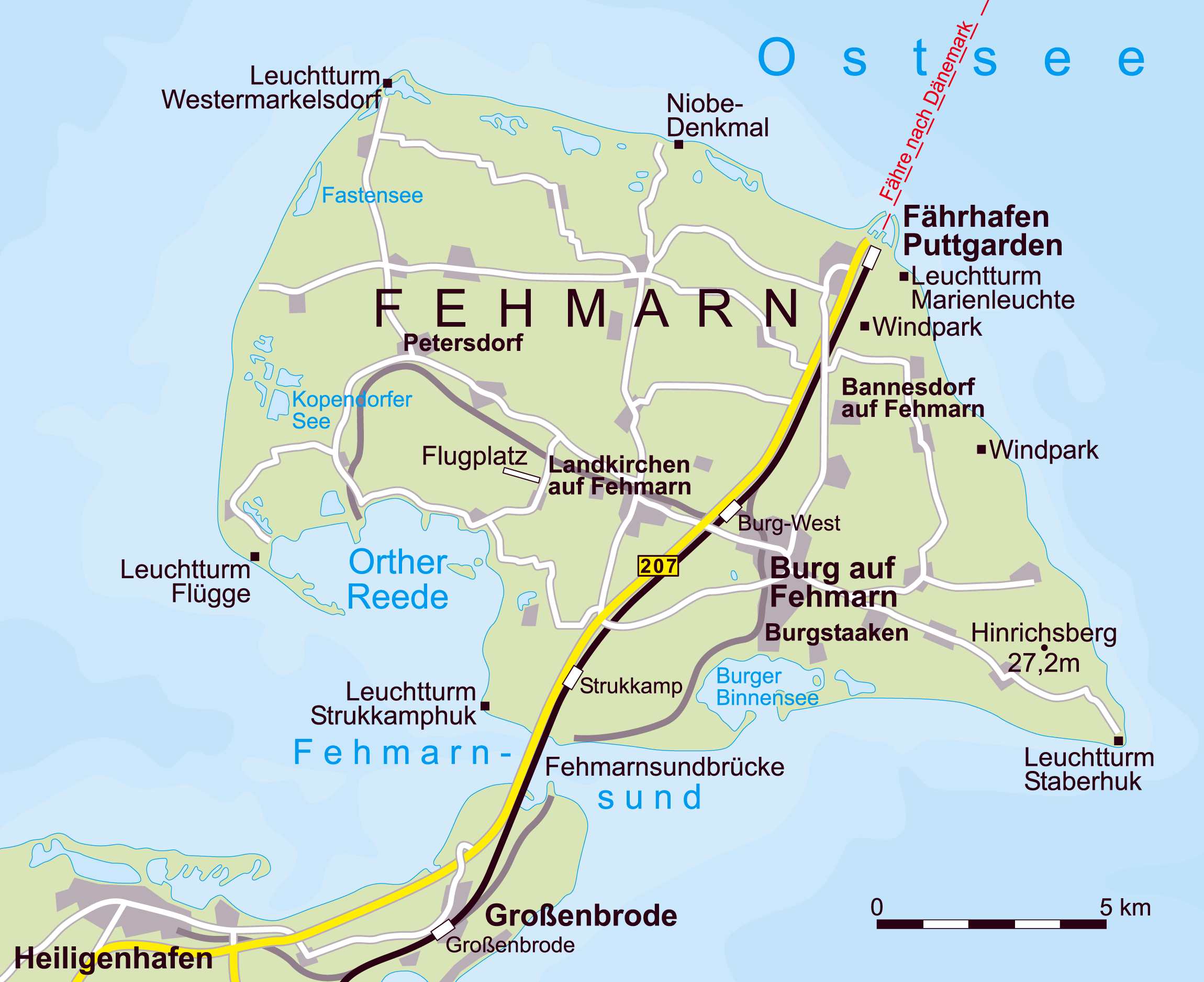
Kaart met belangrijkste plaatsen en wegen
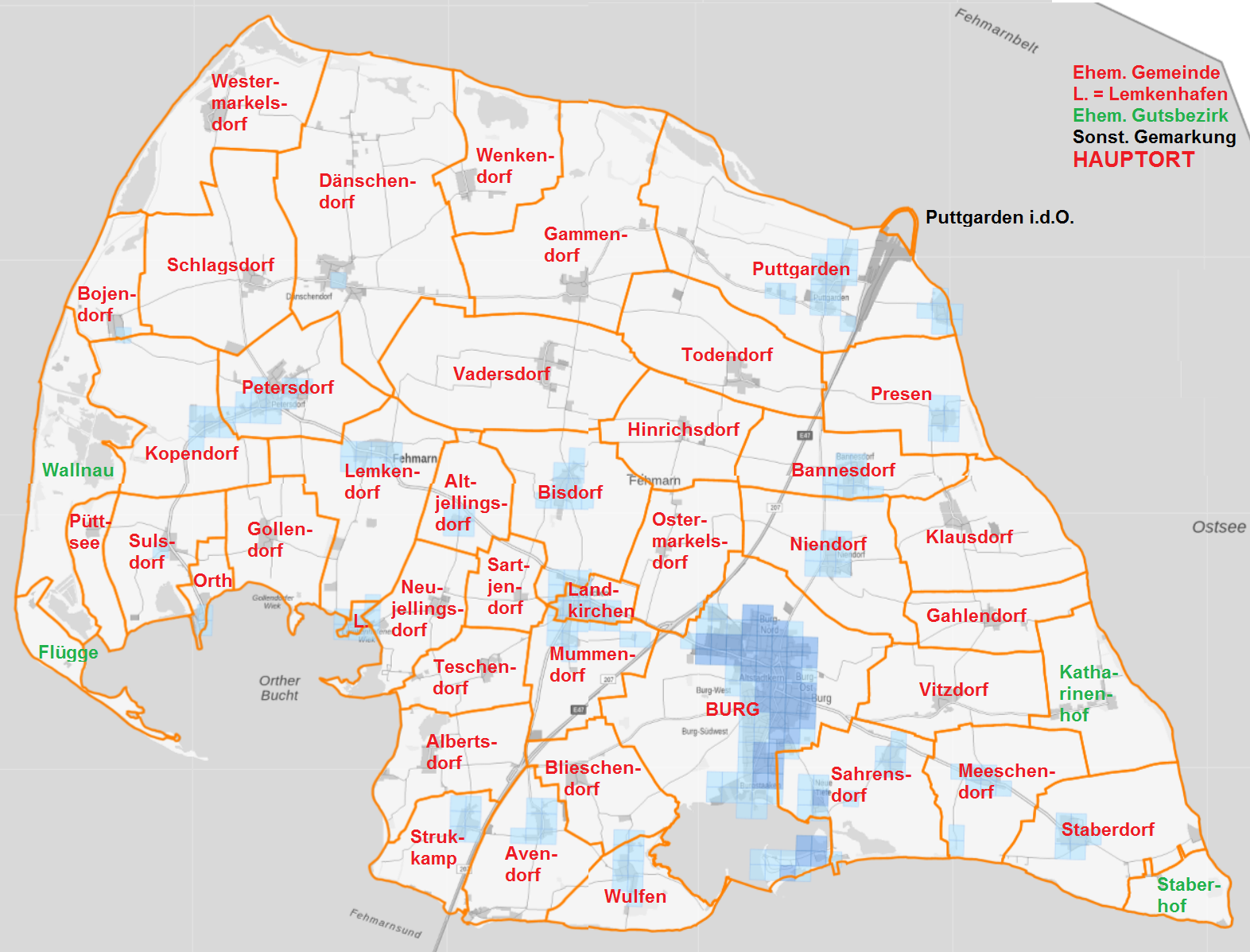
Overzicht van de officiële indeling van Fehmarn in zgn. Gemarkungen

De gemeente Fehmarn is ingedeeld in 46 stadsdelen, zogenaamde Gemarkungen. Enkele daarvan bestaan slechts uit een landgoed of een stuk zee; de meeste bestaan uit een dorp, dat in het verleden een zelfstandige gemeente is geweest. Ook het stadje Burg auf Fehmarn is een van deze Gemarkungen. Slechts 3 à 4 plaatsen op Fehmarn hebben meer dan 500 inwoners:
- De grootste plaats op het eiland is Burg auf Fehmarn, tevens het enige historische stadje, dat ongeveer 6000 inwoners telt.
- Een bekendere plaats is Puttgarden, met circa 500 inwoners, waarvandaan een veerdienst naar Rødby op Lolland, in Denemarken, vaart.
- Landkirchen, een oud bestuurscentrum, heeft circa 950 inwoners.
- Petersdorf, in het westen van Fehmarn, heeft circa 600 inwoners. Het dorp was in de 16e eeuw een relatief belangrijk boerendorp, met een eigen kerk en reeds vanaf 1596 een dorpsschool, waardoor het als het ware verheven was boven de omliggende plaatsjes.

## Infrastructuur
De veerdienst tussen Puttgarden en Rødby op Lolland maakt deel uit van de zogenaamde Vogelfluglinie over de Fehmarnbelt. Deze vormt ook een belangrijke schakel in het internationale treinverkeer. De verbinding over de Fehmarnsund wordt sinds 1963 gevormd door een 963 meter lange brug. Parallel aan deze spoorlijn loopt een autoweg, de Bundesstraße 207.
Burg auf Fehmarn heeft een in 2010 vernieuwd station aan de spoorlijn Lübeck - Puttgarden.

### Fehmarnbeltverbinding
Er wordt gebouwd aan een vaste tunnelverbinding naar Lolland, de Fehmarnbeltverbinding met twee sporen voor treinen en vier rijstroken voor auto's. De bouw van de bijna 20 kilometer lange tunnel is geraamd op ruim 5 miljard euro, en zal worden gefinancierd door tolheffing. Denemarken neemt de meeste kosten op zich, omdat dit land het meeste baat heeft bij de verbinding; Duitsland vormt de grootste handelspartner van Denemarken. Eind 2023 werd met de bouw van de tunnel begonnen. Volgens de planning kan de tunnel ten vroegste in 2029 worden opengesteld.

## Economie
Het toerisme is het belangrijkste middel van bestaan op het eiland. Rondom het eiland zijn op veel plaatsen stranden met campings aanwezig. Het grootste deel van Fehmarn bestaat uit agrarisch gebied, en er is weinig bos. Hoewel veel boeren tegenwoordig aan toeristen kamperen op de boerderij aanbieden, is de akkerbouw en veeteelt nog niet geheel zonder betekenis. In Burg auf Fehmarn heeft een zeevisserijvloot haar thuishaven, en zijn op een bedrijventerrein ondernemingen van lokaal midden- en kleinbedrijf gevestigd.

## Geschiedenis

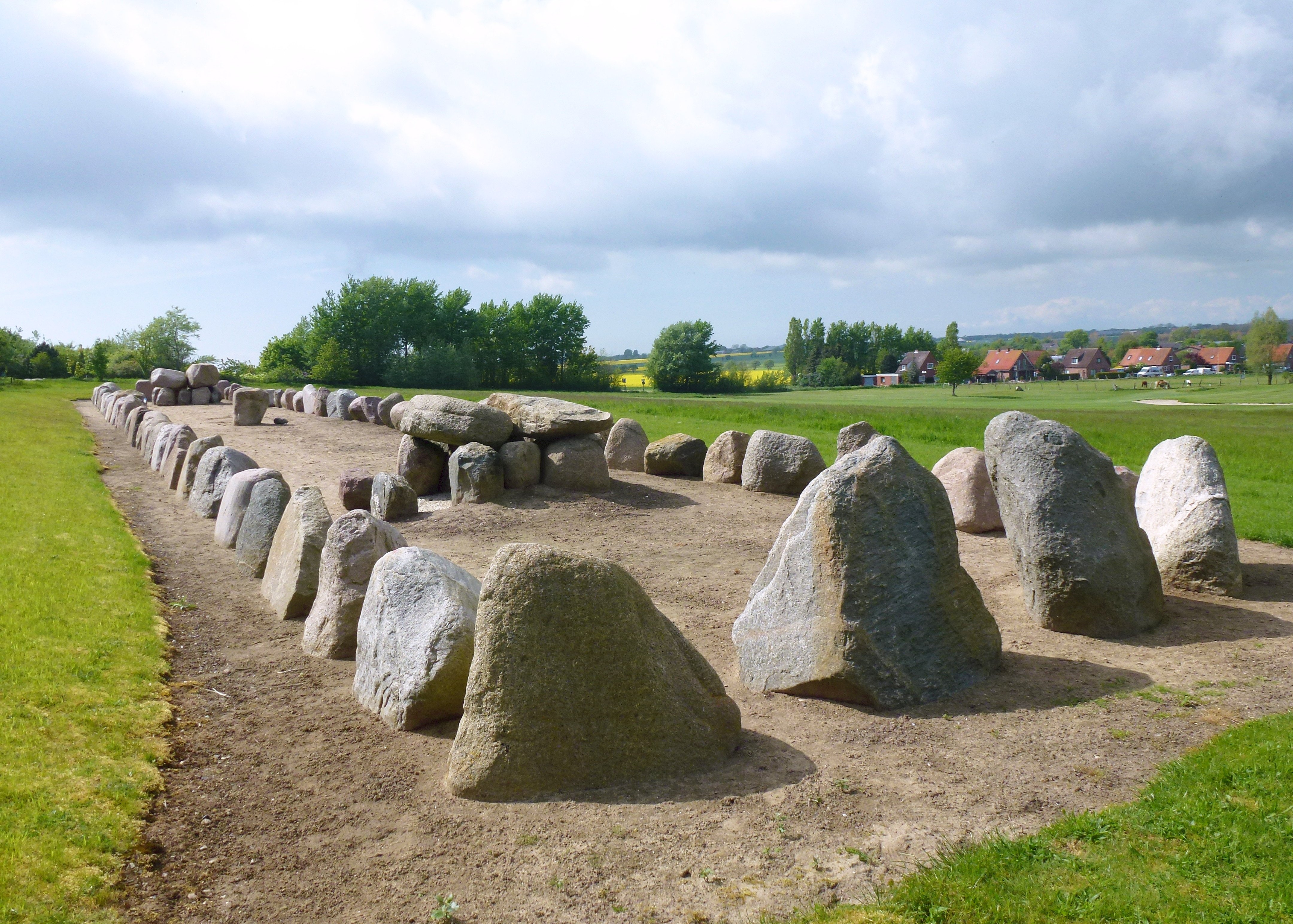
Langgraf van Wulfen
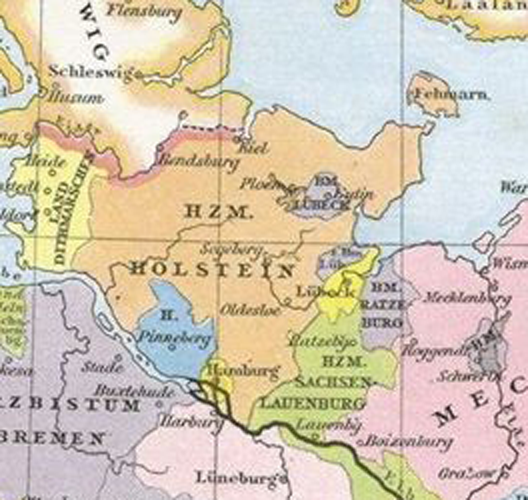
Hertogdom Holstein, ca. 1500
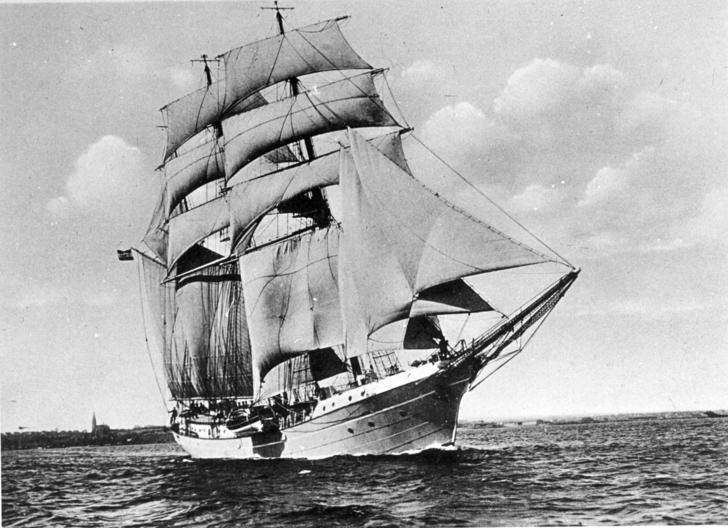
De schoener Niobe
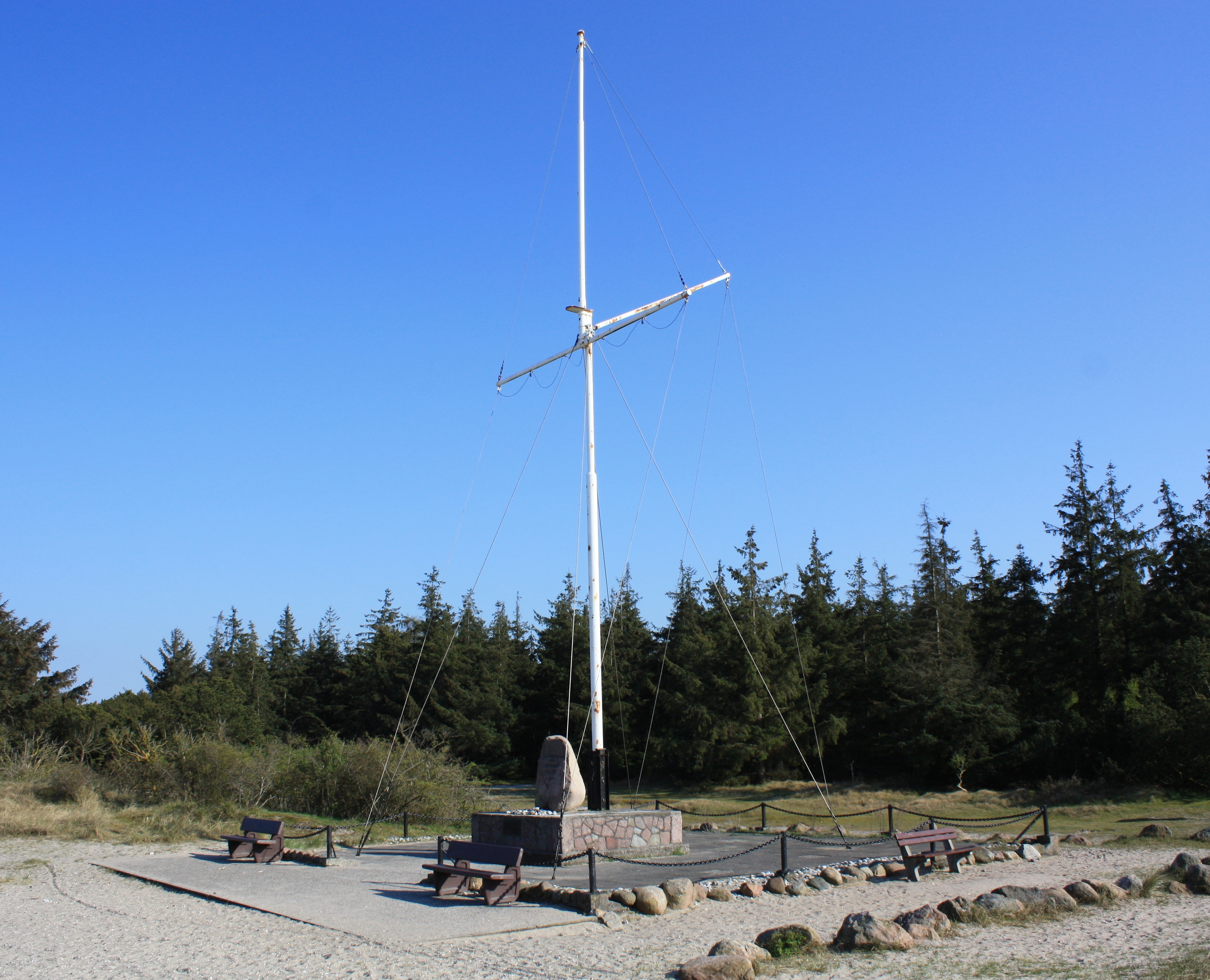
Niobe-monument bij Gammendorf
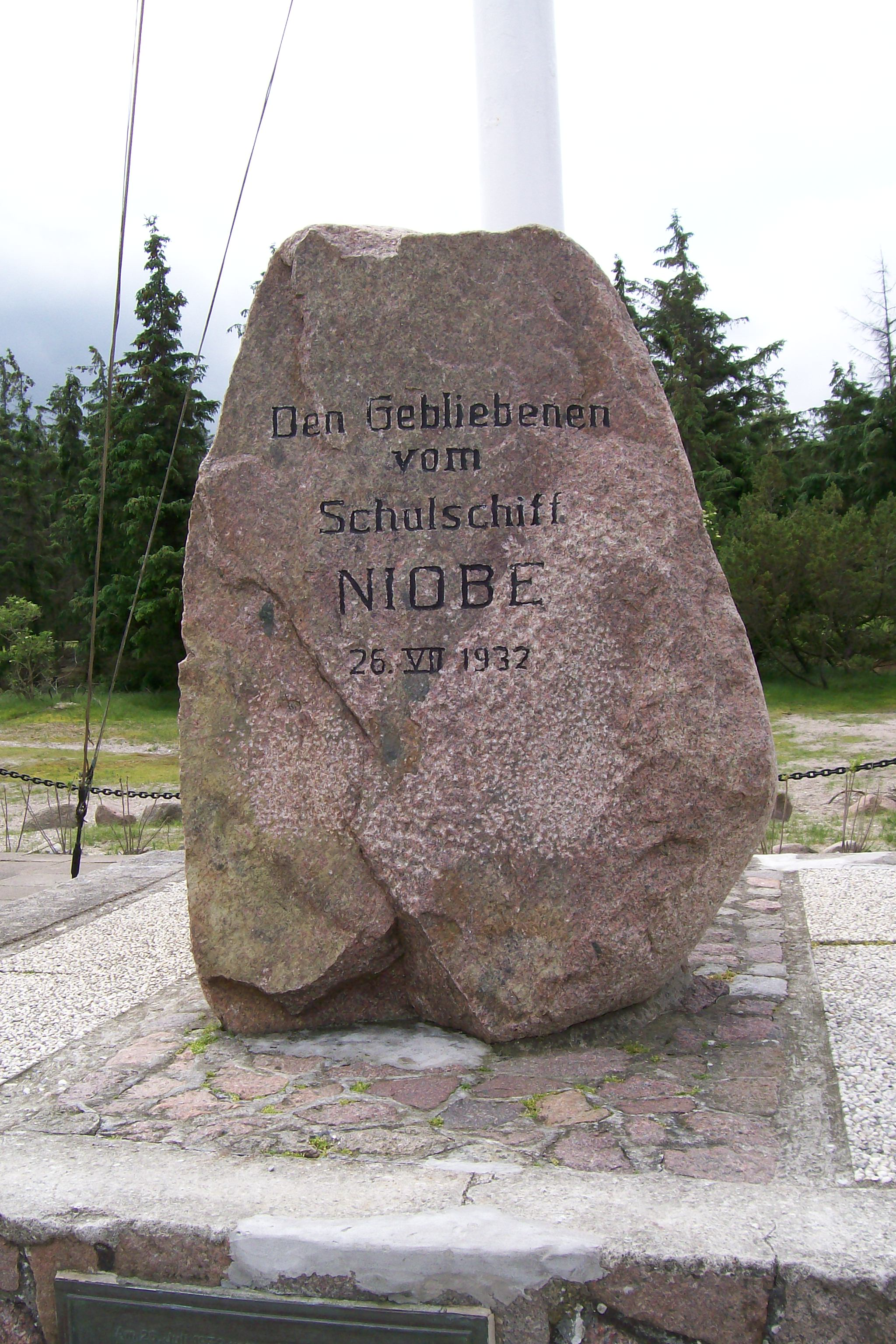
Niobe-gedenksteen
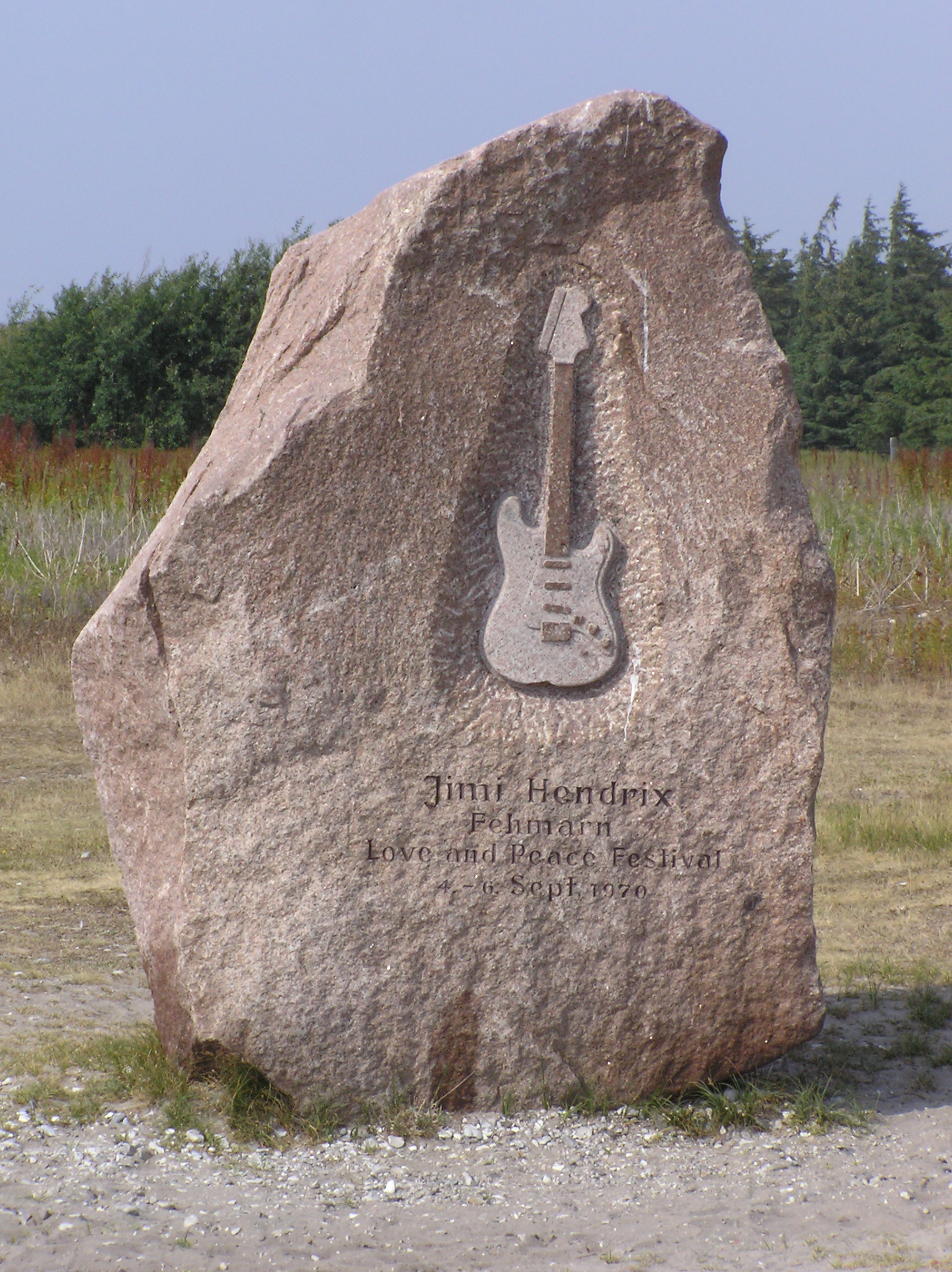
Gedenksteen Jimi Hendrix

Fehmarn werd in de Jonge Steentijd reeds bewoond door dragers van de Trechterbekercultuur (3200-2500 v.Chr.). Dicht bij de locatie, waar een grafveld met hunebedden van deze mensen in de 19e eeuw werd verwoest, bij Wulfen, in het zuidelijke gedeelte van Fehmarn, werd in 2010 van elders op Fehmarn opgegraven zwerfstenen een langgraf gereconstrueerd.
Fehmarn werd in de 8e en 9e eeuw bewoond door mensen, die tot Slavische volkeren behoorden. Zo is de plaatsnaam Puttgarden vermoedelijk van Slavische origine. Ook de naam van het gehele eiland is vrijwel zeker Slavisch: fe more, "in de zee". 
In 1231, in het Grondboek van Waldemar, opgesteld tijdens de regering van koning Waldemar II van Denemarken, worden veel dorpen op Fehmarn voor het eerst vermeld. In de 13e eeuw vestigden mensen uit o.a. Holstein, Sleeswijk, Holland en Vlaanderen zich op Fehmarn, in het kader van de Oostkolonisatie. Het eiland lag van 1326 tot 1460 in het Hertogdom Holstein, aanvankelijk een Deens leen. In 1326 verkreeg het eiland een eigen rechtsstatuut (waarin lijfeigenschap geen plaats had) dat zijn geldigheid behield tot 1867. In 1420 vond de Deense koning Erik VII, dat Holstein onder zijn directe heerschappij moest vallen, en veroverde Fehmarn. Reeds vier jaren van bloedig oorlog voeren later heroverde graaf Adolf VIII van Holstein het eiland voor Holstein. De door de oorlog ontvolkte delen van Fehmarn werden herbevolkt met boerenfamilies uit Dithmarschen. Uit 1636 dateert een document, waarin de Deense koning verklaarde, dat Fehmarn deel uitmaakte van het Hertogdom Sleeswijk, waarover Denemarken slechts gedeeltelijk gezag had; Fehmarn behoorde tot de invloedssfeer van Zweden. In 1713 veroverden, tijdens de Grote Noordse Oorlog, troepen van koning Frederik IV van Denemarken geheel Sleeswijk, dus ook Fehmarn.  Van 1721 tot 1864 lag het in Denemarken, maar de Deense stadhouders handhaafden de oude, lokale bestuurders en rechtspleging. Tot aan de Reformatie in de 16e eeuw viel Fehmarn kerkelijk onder het bisdom Odense.
In de Eerste Duits-Deense Oorlog bleek, dat een groot deel van de Fehmarner bevolking Duitsgezind was; een korte opstand op het eiland in 1848 werd nog door de Denen de kop ingedrukt. Anders verliep het in de Tweede Duits-Deense Oorlog, die in maart 1864 de verovering door en inlijving bij Pruisen tot gevolg had.
In november 1872 werd het eiland door een stormvloed geteisterd, waarna overal op Fehmarn nieuwe dijken werden gebouwd en bestaande verbeterd.
In 1916, tijdens de Eerste Wereldoorlog, had de Reichsmarine een Deense schoener buitgemaakt, die later tot barkentijn werd omgebouwd. Het zeilschip, dat in Duitsland de naam Niobe kreeg, werd gebruikt als opleidingsschip van de Reichsmarine. Op 26 juli 1932 , tijdens een zeer onverwacht opkomend, hevig onweer, kapseisde de Niobe in de Fehmarnbelt, halverwege de kusten van Lolland en Fehmarn. Van de 109 opvarenden kwamen er 69 om het leven.  Op 21 augustus werd het wrak gelicht en naar Kiel gesleept. De lichamen van 50 verdronken opvarenden zijn op een kerkhof in die stad begraven. In september 1933 werd het wrak tijdens een vlootplechtigheid, nabij een zandbank, die tegenwoordig in Poolse wateren ligt en Ławica Słupska heet, opzettelijk getorpedeerd en zo tot zinken gebracht. Voor de 69 dodelijke slachtoffers van deze scheepsramp is aan de noordkust van Fehmarn, bij Gammendorf, een monument opgericht.
In de Tweede Wereldoorlog bleef de schade op Fehmarn beperkt. In mei 1945 werd het zonder bloedvergieten door Britse troepen bezet. Jozef Stalin eiste na de oorlog echter, dat het eiland deel zou gaan uitmaken van de Russische bezettingszone. Een Britse diplomaat, William Strang, eerste Baron Strang, een adviseur van veldmaarschalk Montgomery, wist dit echter door succesvol diplomatieke druk uit te oefenen, te voorkomen.
Van 4 tot 6 september 1970, minder dan twee weken vóór zijn dood, trad de beroemde Amerikaanse gitarist en singer-songwriter Jimi Hendrix op Fehmarn op, nabij Flügge, bij een éénmalig muziekevenement genaamd Love-and-Peace-Festival. Waarschijnlijk was dit Hendrix' laatste optreden. Ter herinnering hieraan is bij de locatie van het festival een gedenksteen opgericht.

## Bezienswaardigheden
Zie ook onder Burg auf Fehmarn.

### Musea
- Het Seenotrettungsmuseum Fehmarn geeft een overzicht van het reddingswezen.
- Het U-Boot Museum te Burgstaaken (Burg auf Fehmarn) heeft de U-11 onderzeeboot van de Deutsche Marine in de collectie.

### Oude kerken
Alle hier vermelde kerkgebouwen zijn evangelisch-luthers, tenzij anders vermeld.
- de Nicolaikirche (Sint-Nicolaaskerk) te Burg auf Fehmarn
- de Sint-Pieterskerk (Petrikirche) te Landkirchen met zeer bezienswaardig, deels barok 18e-eeuws interieur; bijzonder in dit kerkgebouw is een middeleeuwse, vermoedelijk in de 13e eeuw uit één eikenboom gehouwen documentenkist, het Landesblock. Tot 1867 was het de gewoonte, dat hier voor het eiland Fehmarn belangrijke oorkonden en andere stukken in opgeborgen werden. Het eiland bestond toen uit drie kerspelen. De kamenier van ieder kerspel beschikte over een van de drie sleutels, waarmee men de kist kon openen. Deze functionarissen dienden daarvoor dus alle drie aanwezig te zijn.
- de Johanneskerk te Bannesdorf (ca. 1250; toren uit 1701), met opvallende epitafen van rijke boeren uit de gemeente
- de Johanneskerk te Petersdorf (ca. 1230) met kerktoren uit 1567, met 60 meter de hoogste kerktoren op het eiland; een architectuurcriticus schreef in 1888 dat deze kerk in 1856 op hoogst barbaarse wijze "gerestaureerd" is.

### Overige
- Overal langs de kust zijn al dan niet kunstmatig aangelegde stranden met campings aanwezig. Ook zijn langs de kust faciliteiten voor windsurfen en andere watersporten aanwezig.
- Nabij Wulfen ligt een golfterrein met 18 holes.

## Fotogalerij

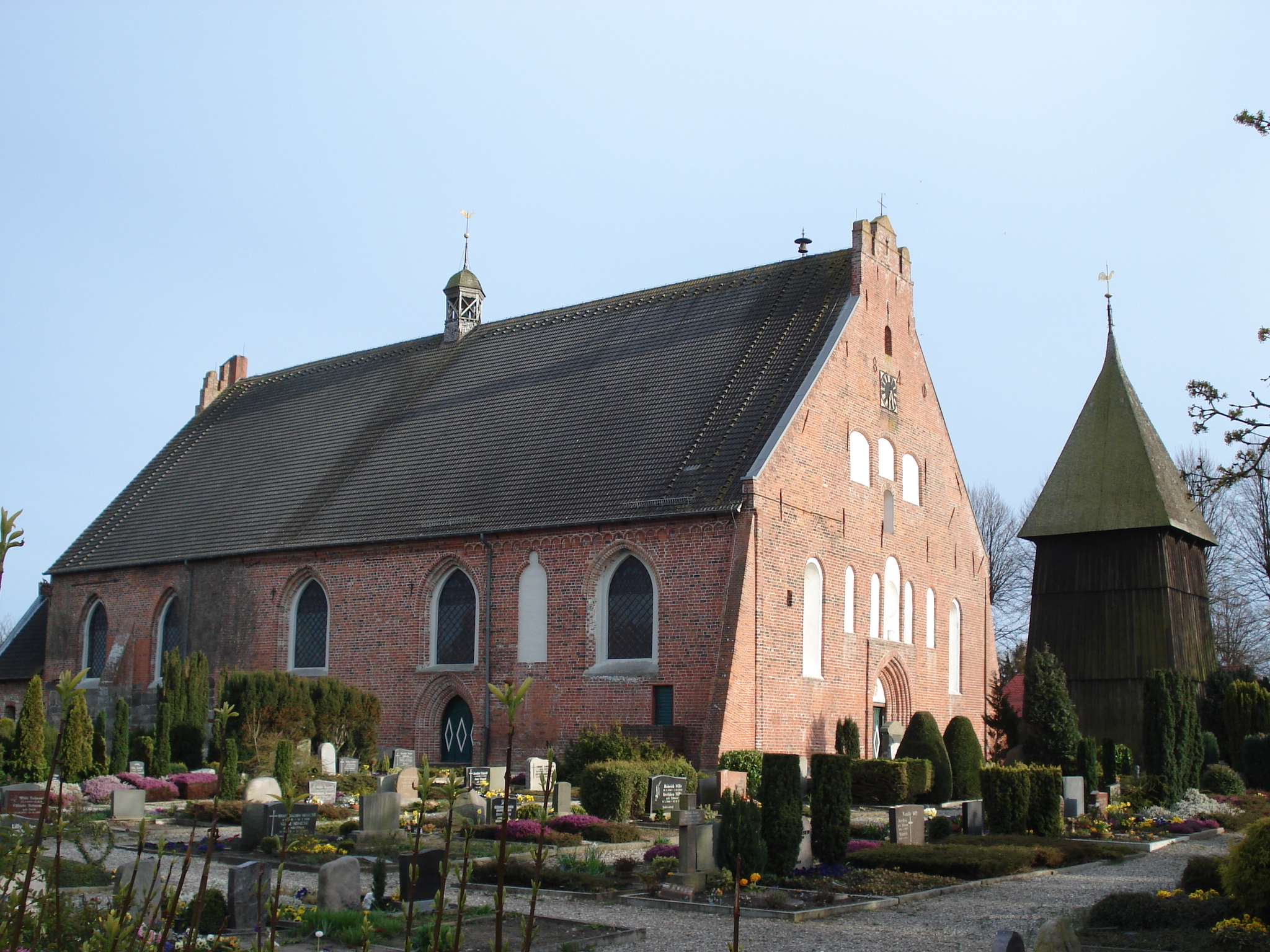
De Petrikirche in Landkirchen auf Fehmarn
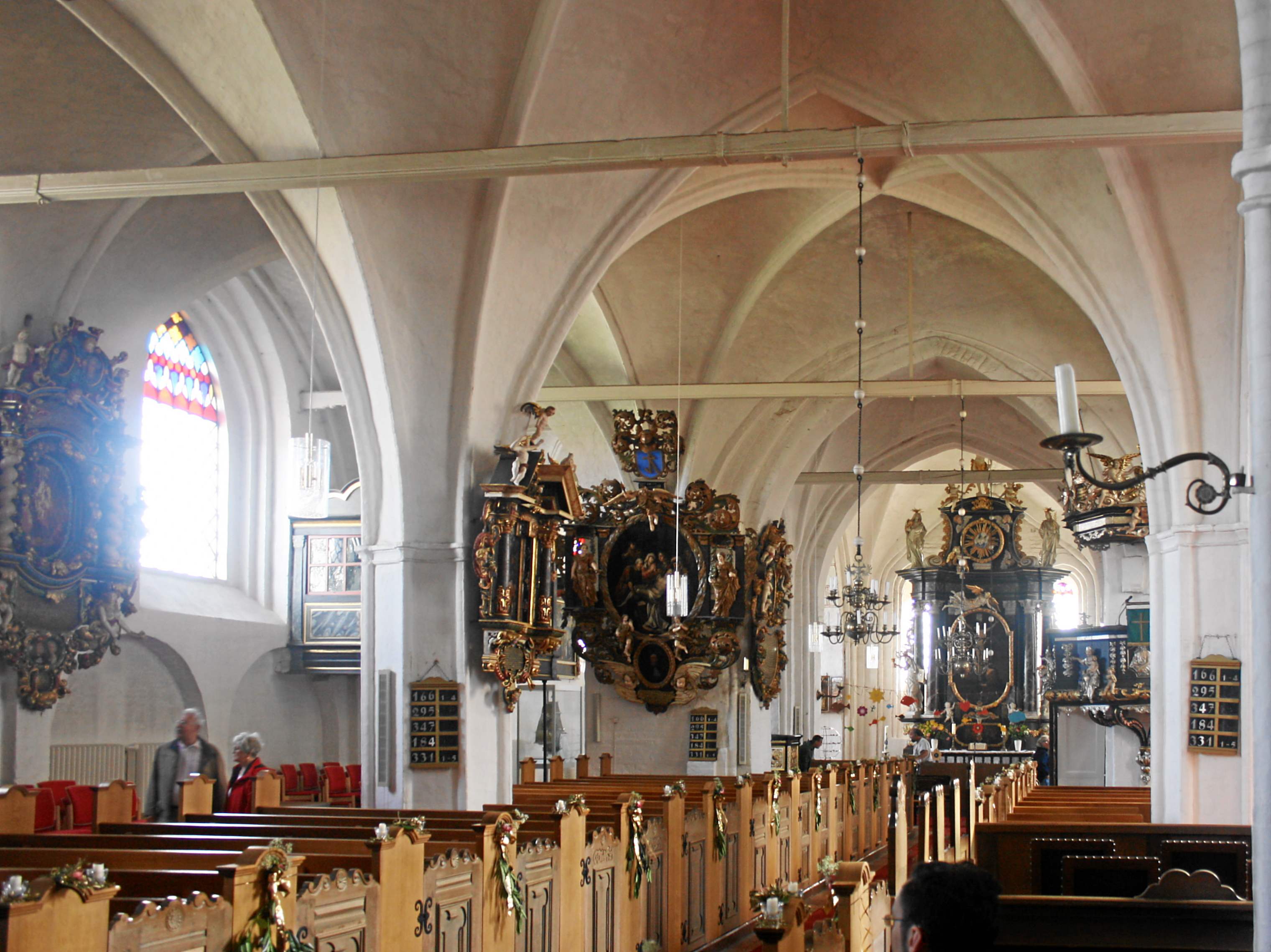
Interieur van deze kerk (1)
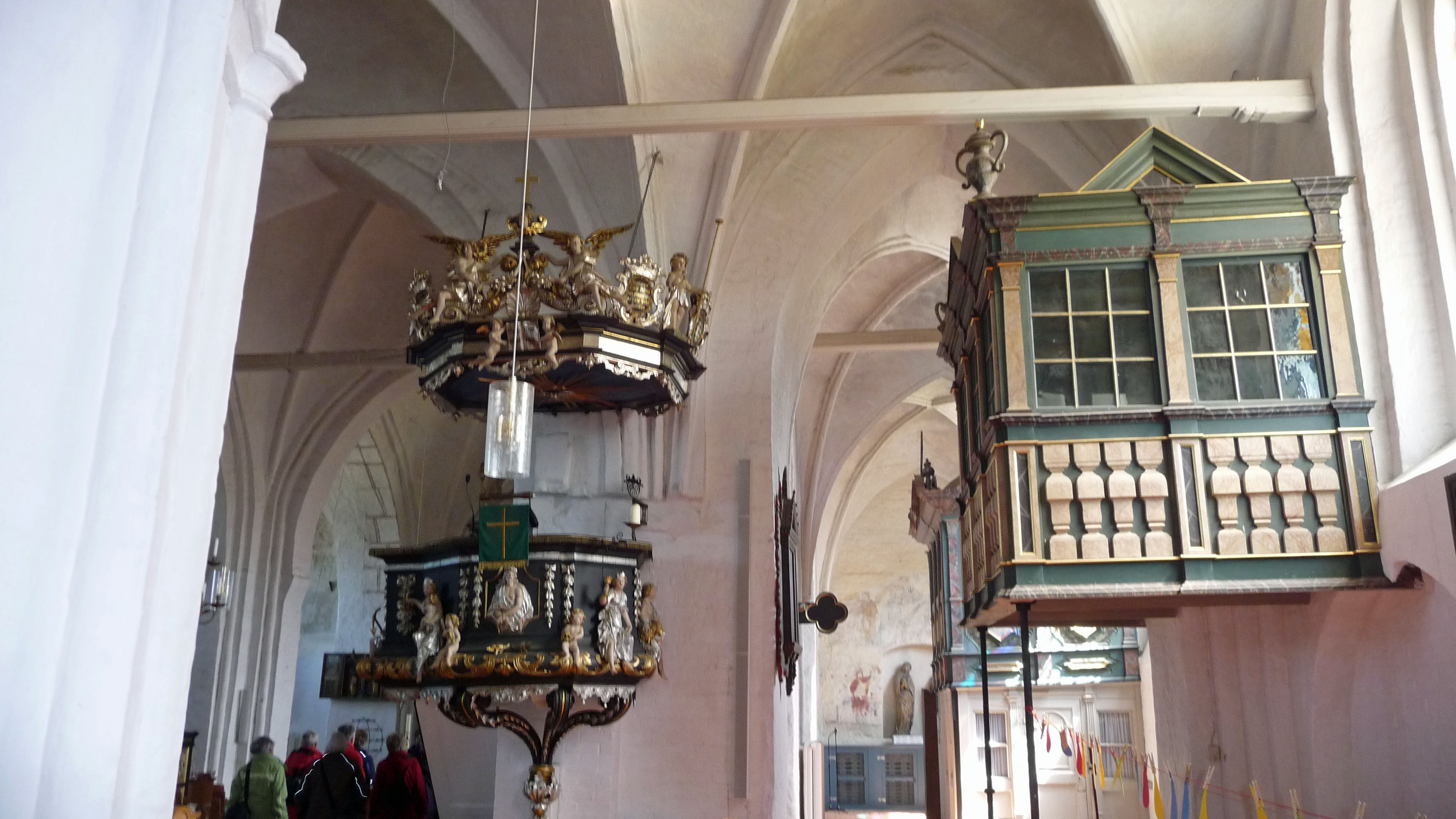
Interieur van deze kerk (2)
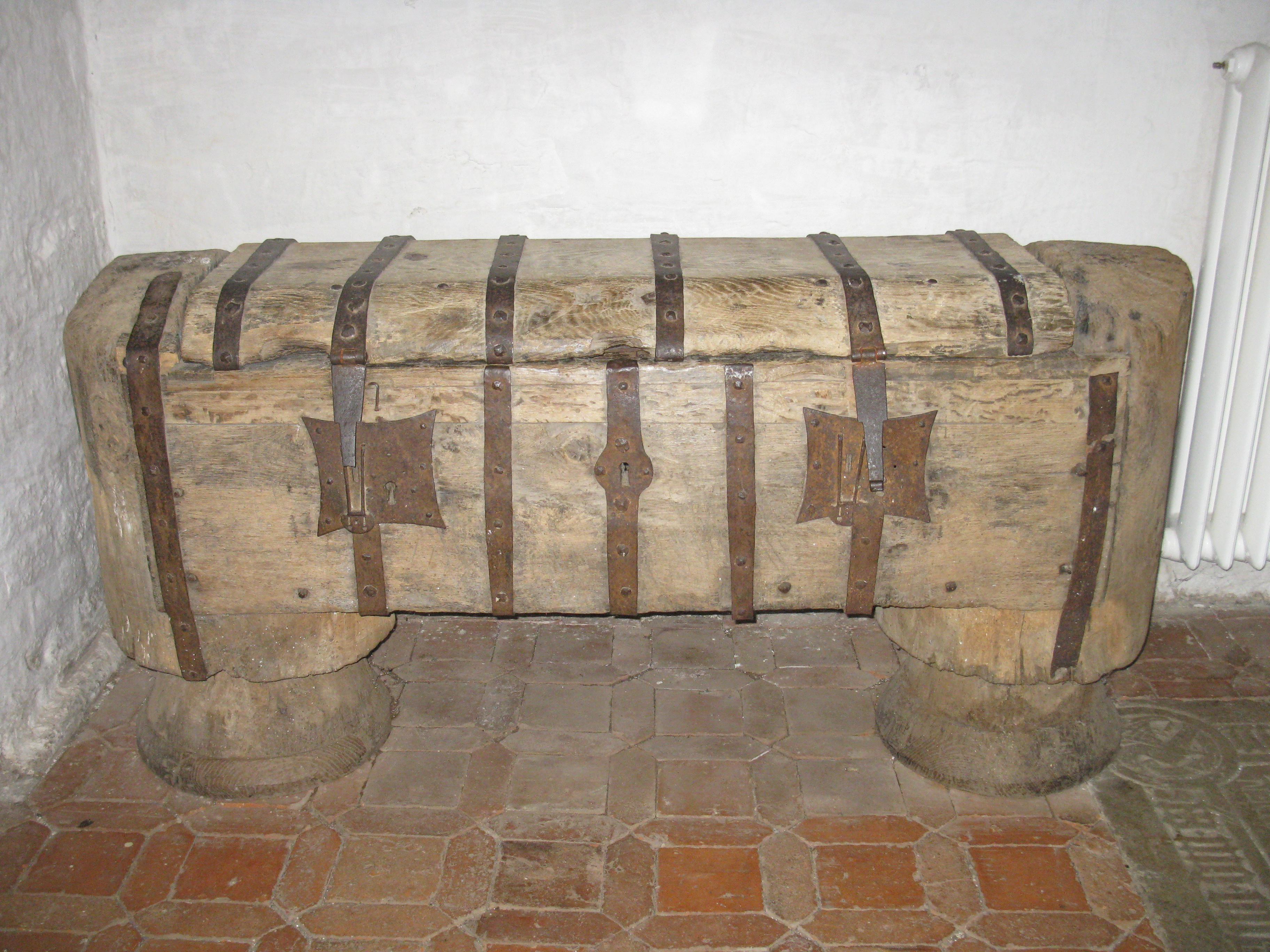
Het Landesblock in deze kerk
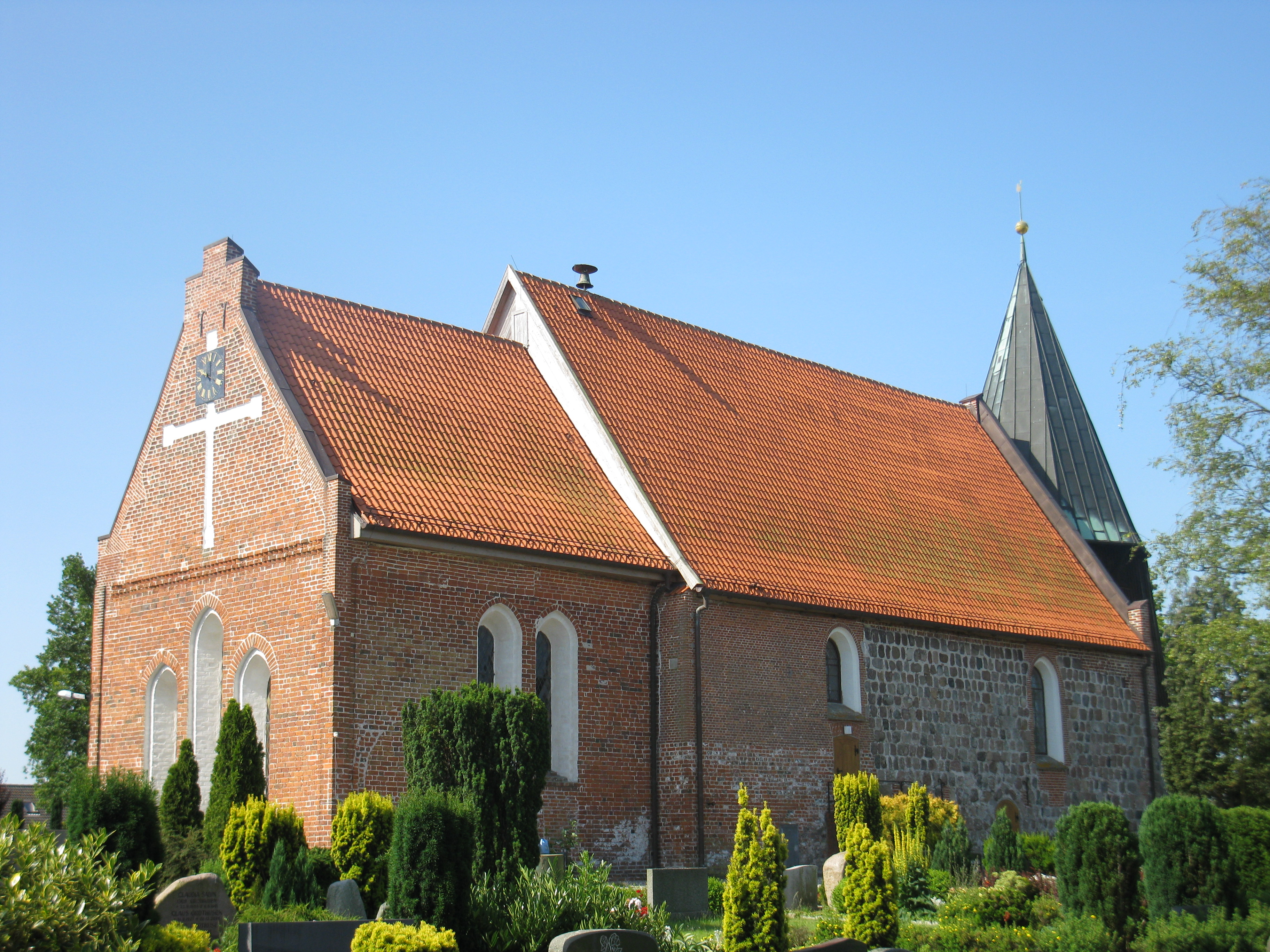
Johanneskerk, Bannesdorf
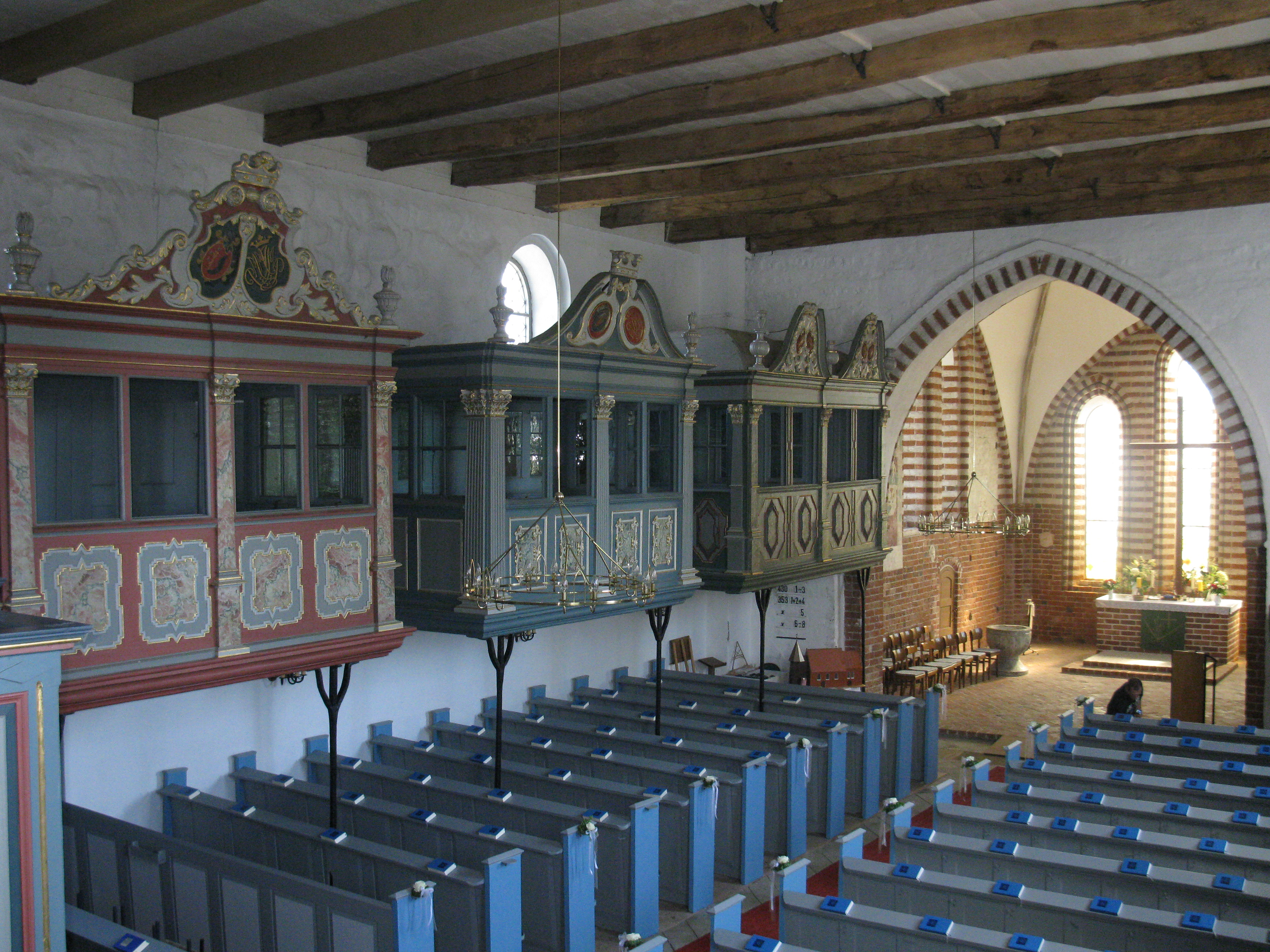
Interieur van deze kerk
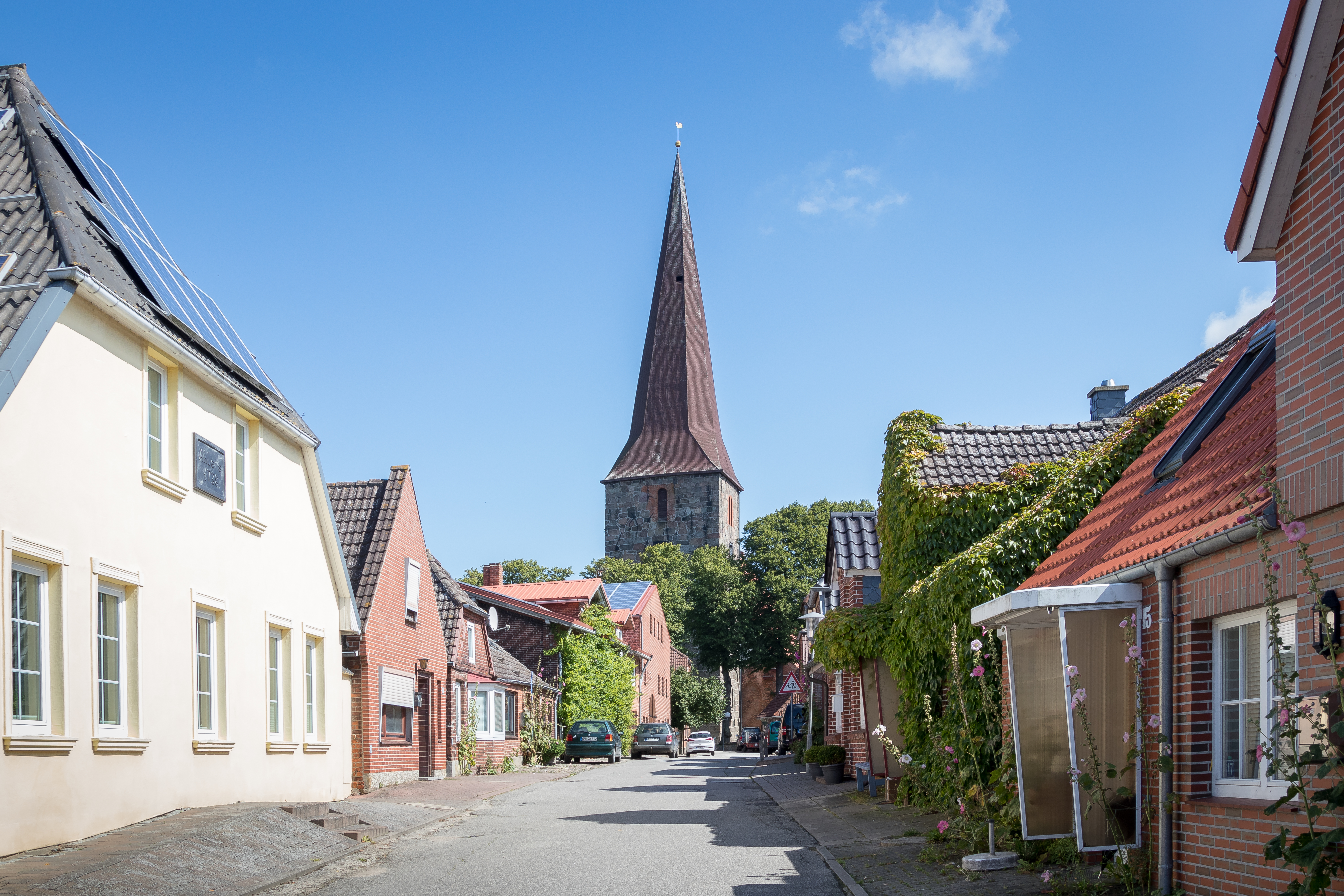
Dorpsstraat, Petersdorf auf Fehmarn
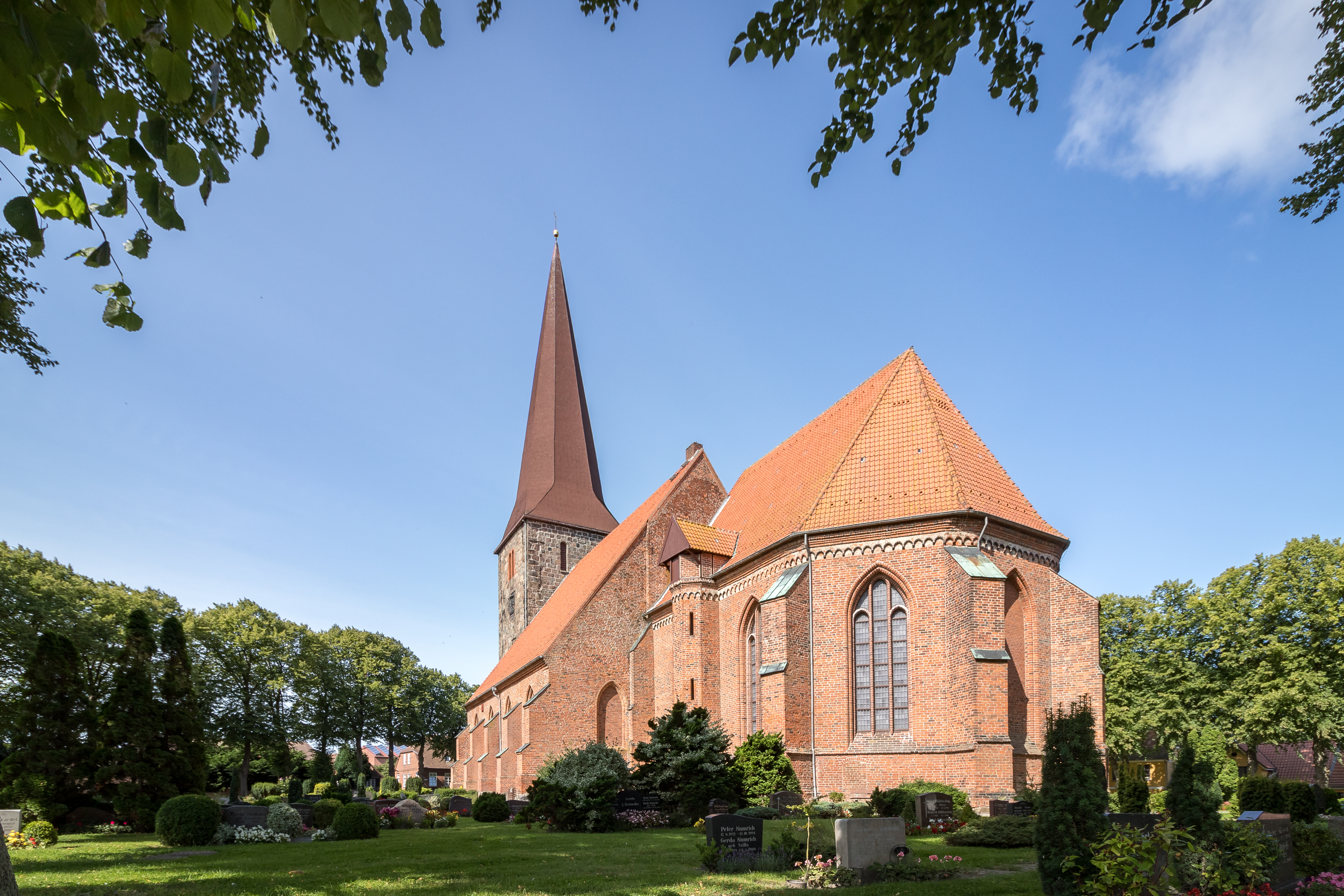
Johanneskerk, Petersdorf auf Fehmarn
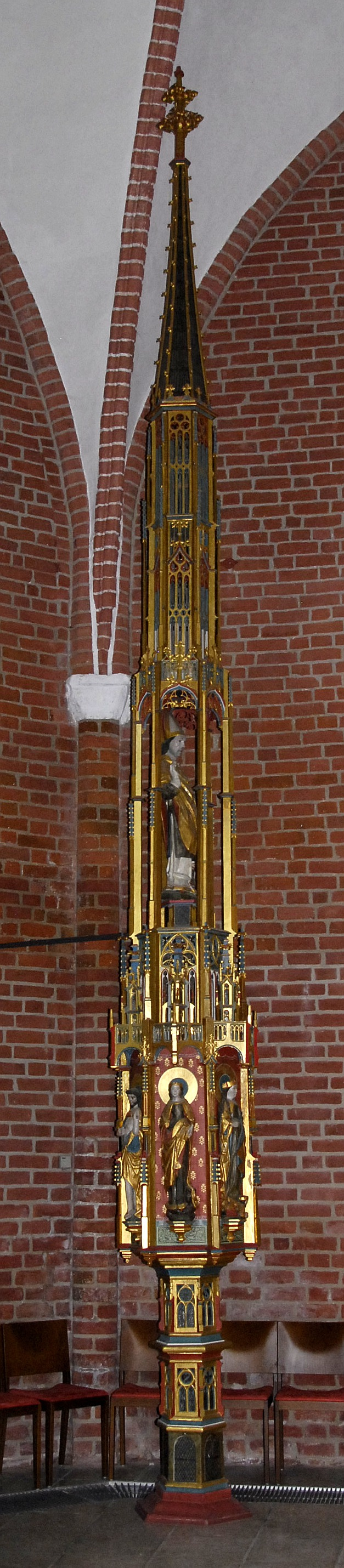
Sacramentstoren (laat 15e-eeuws) in deze kerk
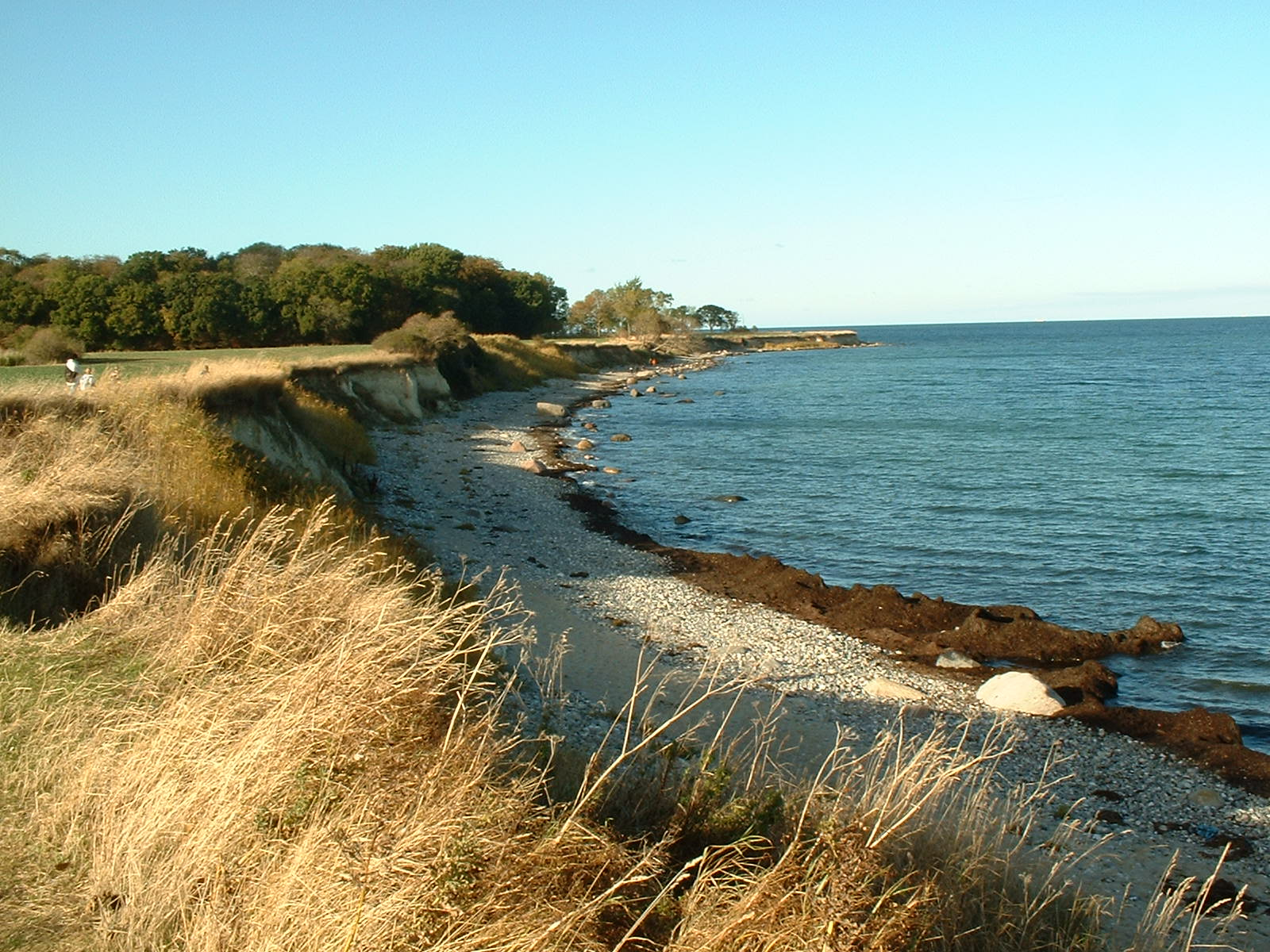
Kust van Fehmarn
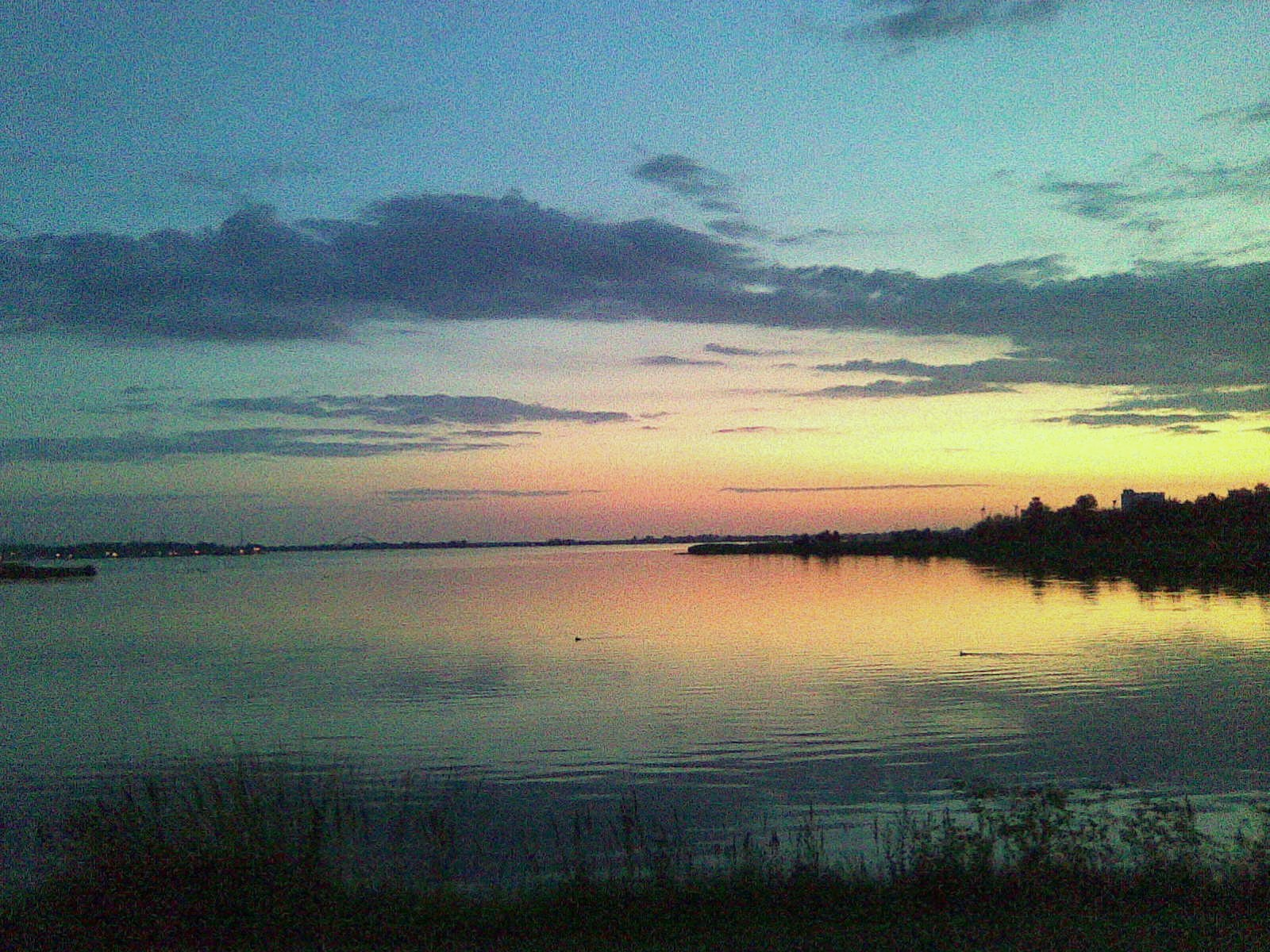
De baai Burger Binnensee aan de zuidkant van Fehmarn
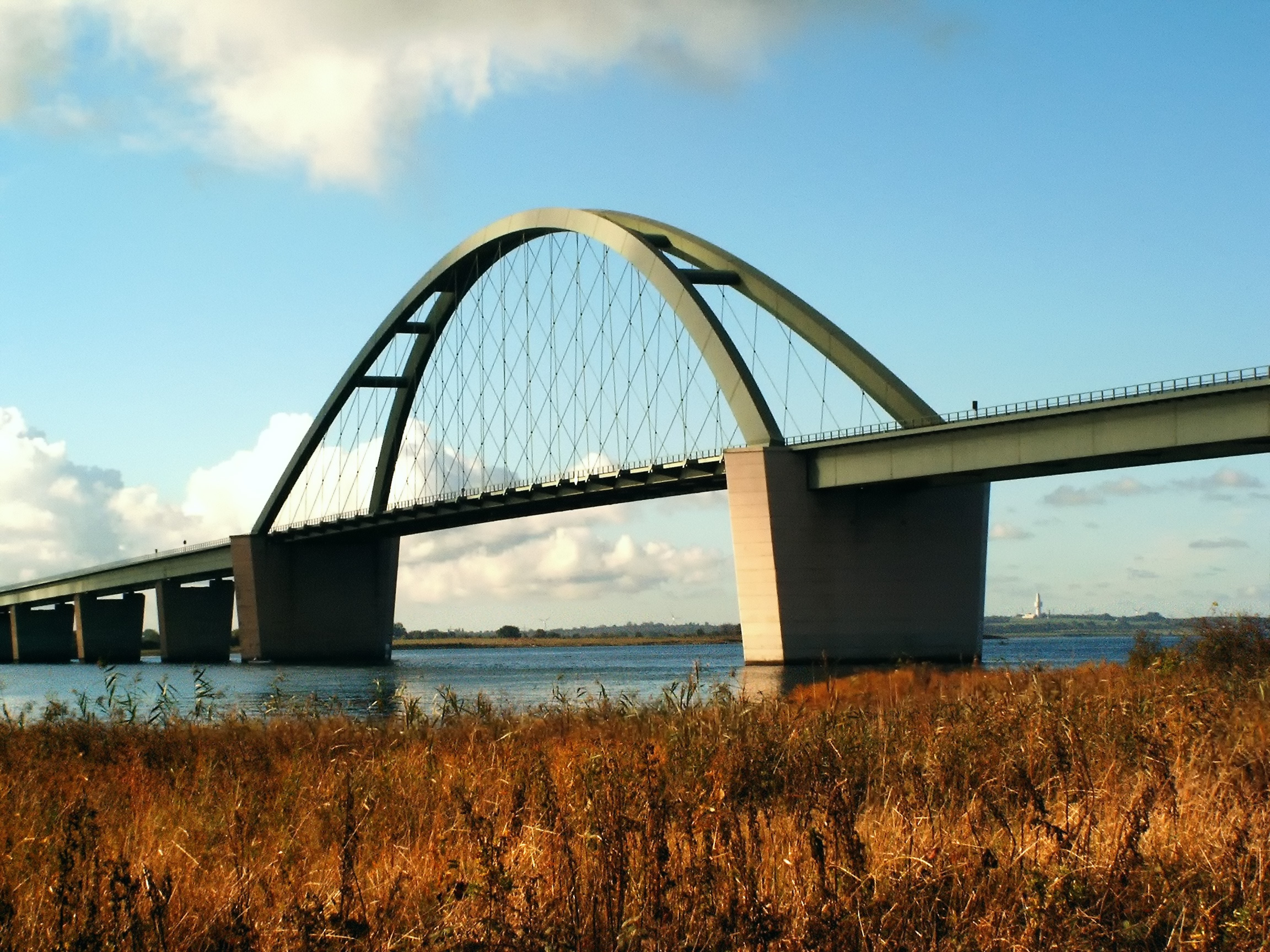
Brug over de Fehmarnsund
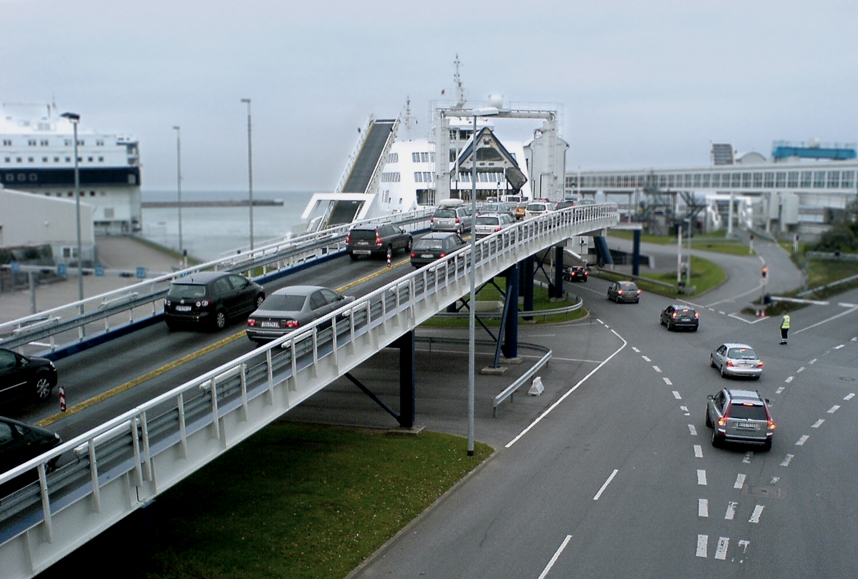
Veerhaven te Puttgarden
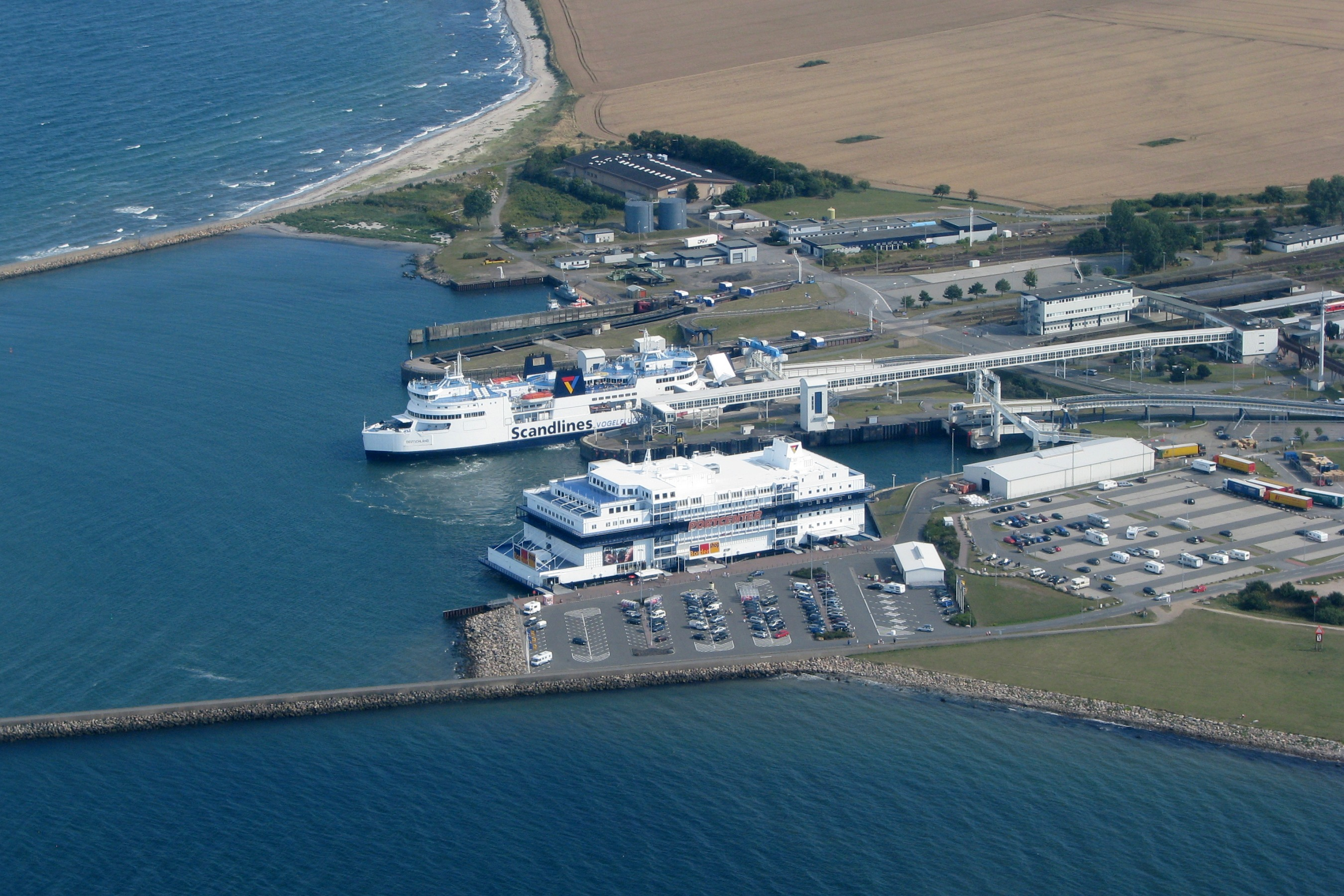
Veerboten naar Denemarken in Puttgarden
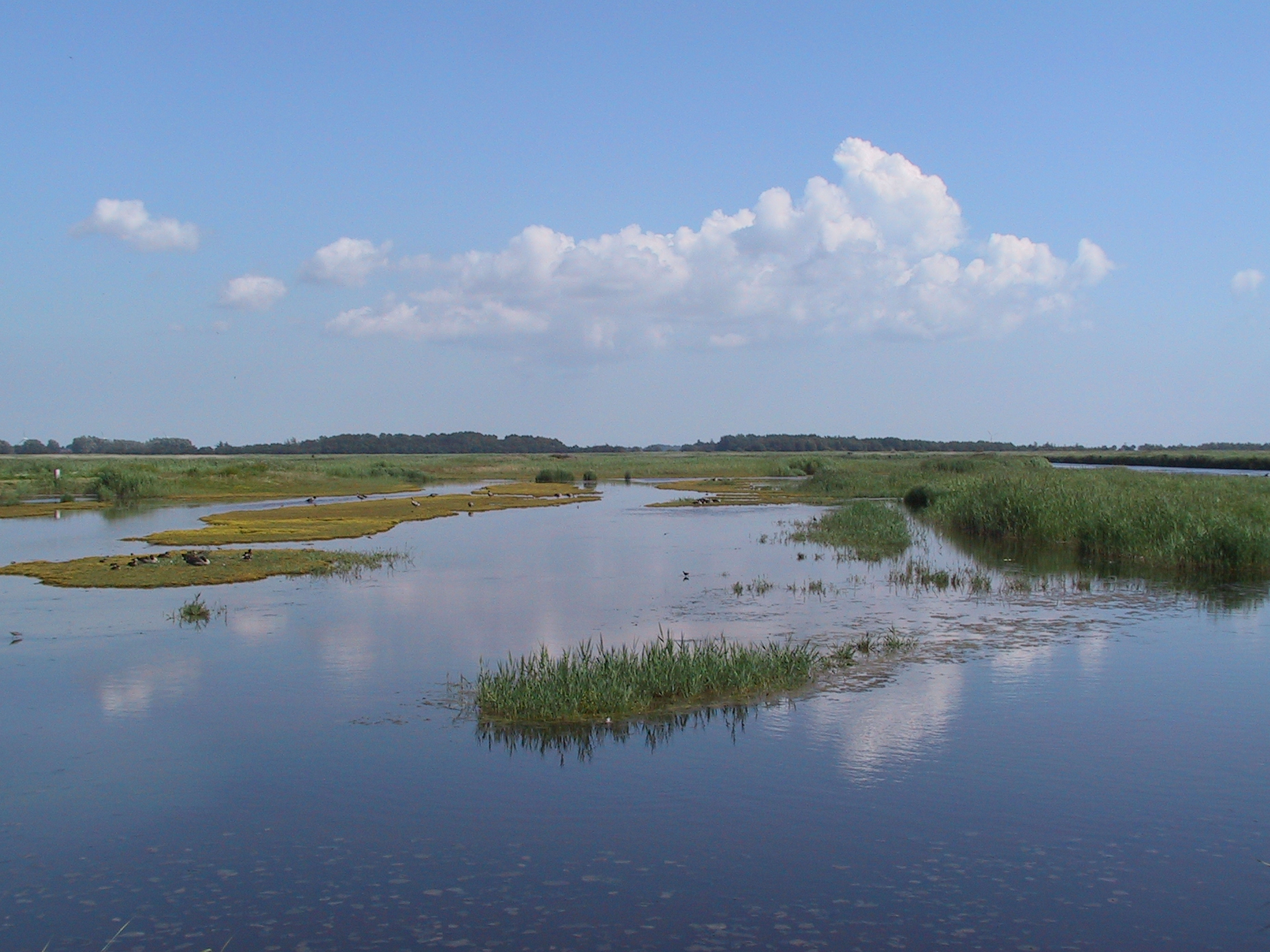
Vogelreservaat Wallnau (297 ha) aan de westkust van Fehmarn
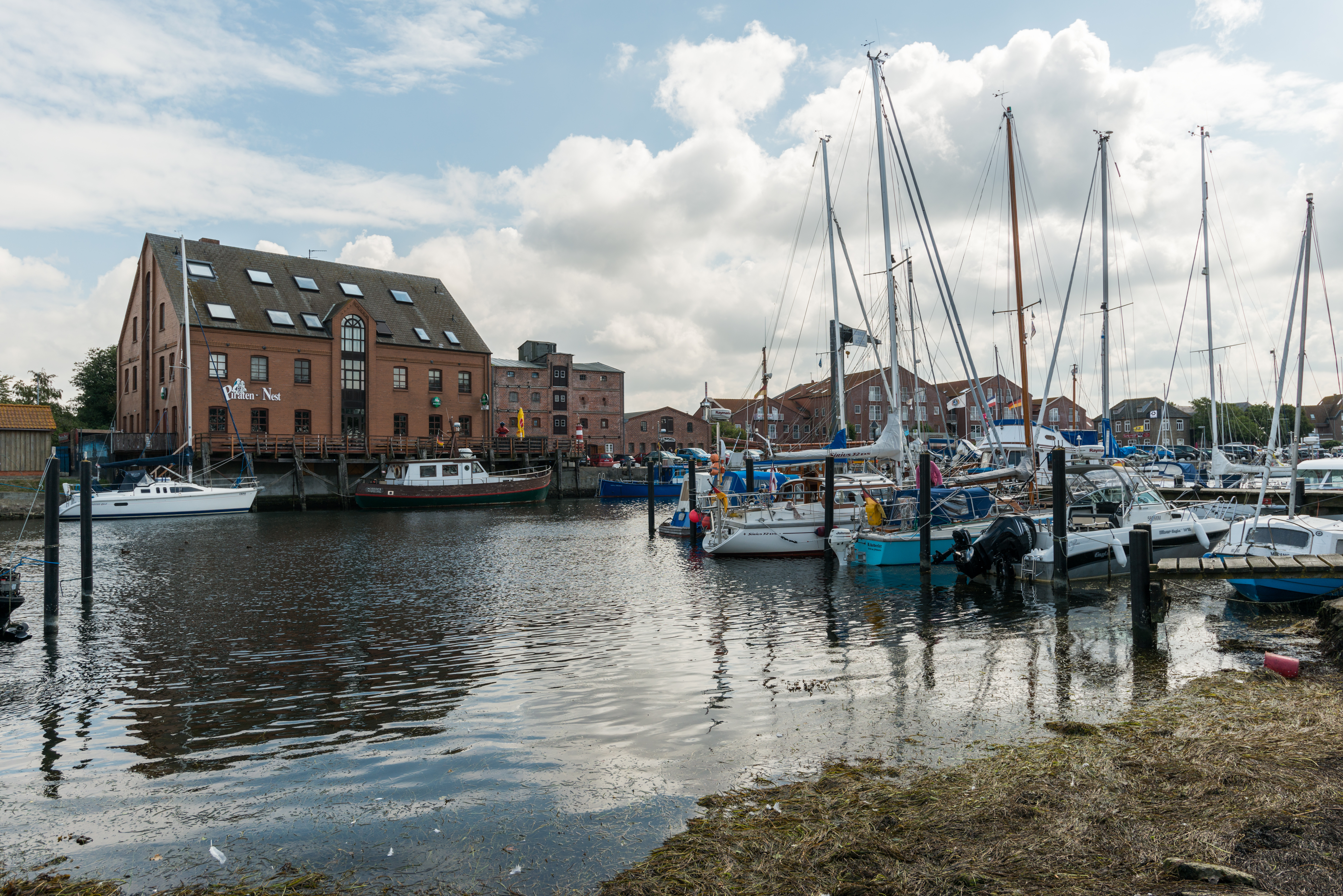
Jachthaven te Orth, aan de zuidwestkust

## Partnergemeentes
Fehmarn onderhoudt jumelages met:
- Neringa (Litouwen)
- Orth an der Donau (Oostenrijk)
- Rødby (Denemarken)

Ahrensbök ·
Altenkrempe ·
Bad Schwartau ·
Beschendorf ·
Bosau ·
Dahme ·
Damlos ·
Eutin ·
Fehmarn ·
Göhl ·
Gremersdorf ·
Grömitz ·
Großenbrode ·
Grube ·
Harmsdorf ·
Heiligenhafen ·
Heringsdorf ·
Kabelhorst ·
Kasseedorf ·
Kellenhusen ·
Lensahn ·
Malente ·
Manhagen ·
Neukirchen ·
Neustadt in Holstein ·
Oldenburg in Holstein ·
Ratekau ·
Riepsdorf ·
Scharbeutz ·
Schashagen ·
Schönwalde am Bungsberg ·
Sierksdorf ·
Stockelsdorf ·
Süsel ·
Timmendorfer Strand ·
Wangels